# Scoparia spelaea
Scoparia spelaea là một loài bướm đêm thuộc họ Crambidae. Nó được tìm thấy ở Úc.

## Hình ảnh

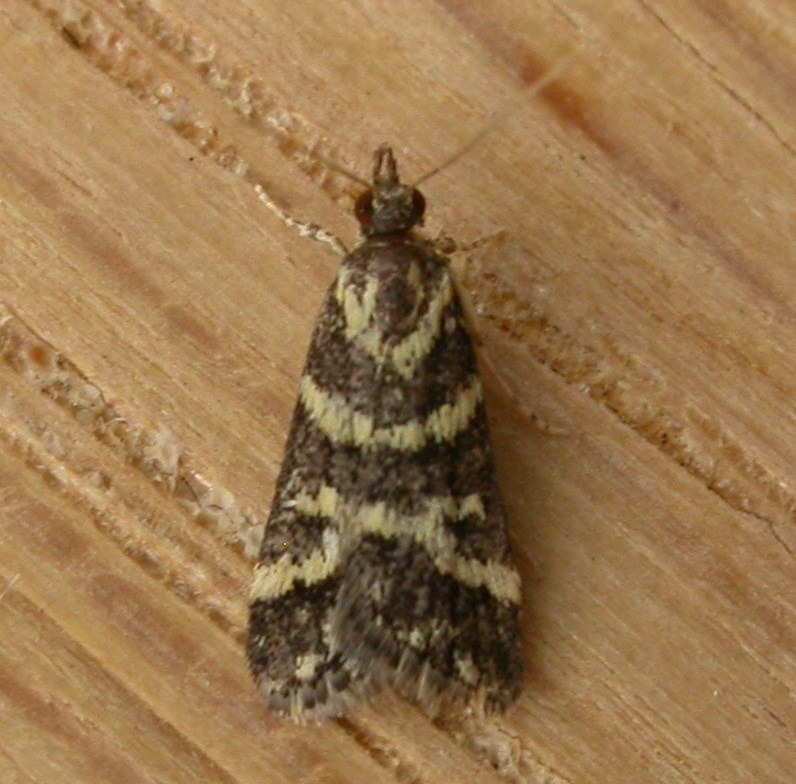
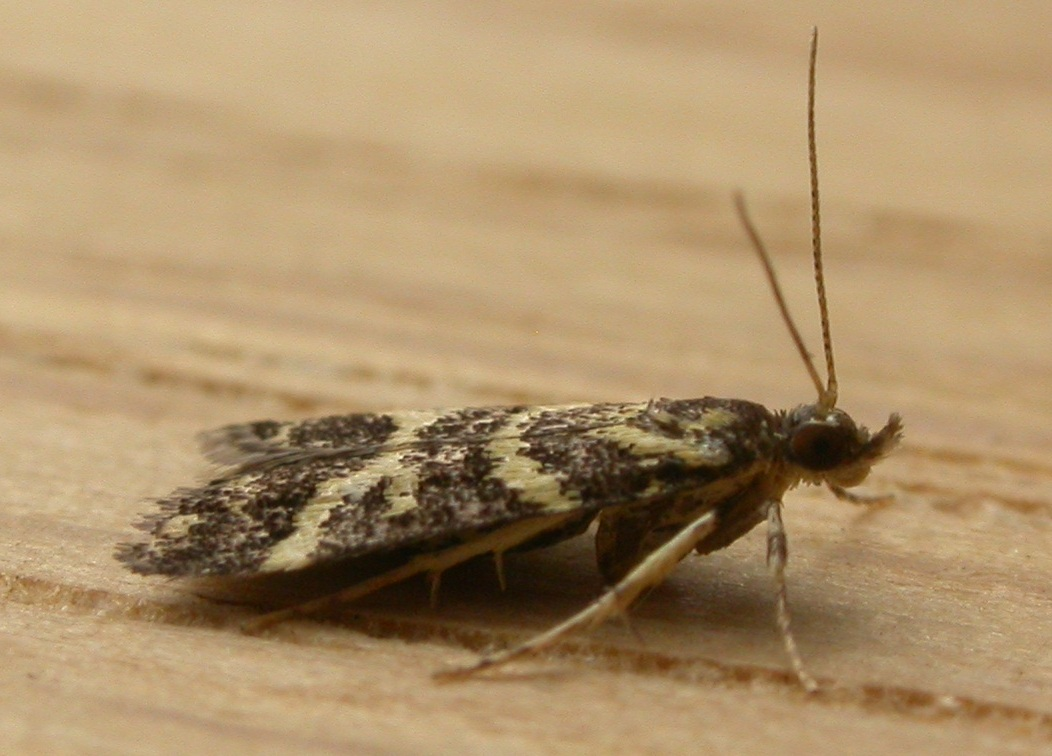